# Winifred Atwellová
Una Winifred Atwellová (27. února 1914, Tunapuna, Trinidad a Tobago – 28. února 1983, Sydney, Austrálie) byla trinidadská pianistka, která získala velkou popularitu v Británii a Austrálii v padesátých letech 20. století. Byla populární svými boogie-woogie a ragtimovými hity. Prodala přes 20 milionů desek. Byla první osobou černé pleti, která měla hit číslo 1. v britském singlovém žebříčku a stále je jedinou ženskou instrumentalistkou, která to dokázala.

## Ocenění
V roce 1969 získala za své hudební úspěchy národní cenu Trinidadu a Tobaga, medaili Zlatý kolibřík.

## Diskografie

### Alba
- Double Seven – Seven Rags Seven Boogies (1956) – UK London Records ffrr LL-1573
- Chartbusters – Winifred Atwell – Music for Leisure – NZ SP174 – AUST F 132 -859104 – 1Y

### Singly
- Britannia Rag (1952) – UK No. 5
- Coronation Rag (1953) – UK No. 5
- Let's Have a Party (1953) – UK No. 2
- Rachmaninoff's 18th Variation on a Theme By Paganini (1954) – UK No. 9
- Let's Have Another Party (1954) – UK No. 1
- Let's Have A Ding Dong (1955) – UK No. 3
- The Poor People of Paris (1956) – UK No. 1
- Port-Au-Prince (1956) – UK No. 18
- Left Bank (C'Est A Hamburg) (1956) – UK No. 14
- Make It A Party (1956) – UK No. 7
- Let's Rock 'N' Roll (1957) – UK No. 24
- Let's Have A Ball (1957) – UK No. 4
- Moonlight Gambler (1957) – US No. 16 (Music Vendor)
- Dawning (1958) – US No. 95 (Music Vendor)
- The Summer of the Seventeenth Doll (1959) – UK No. 24
- Piano Party (1959) – UK No. 10[9]
- Mexico City (1966)